# Trefpunt (Gent)
Trefpunt is een cultureel centrum in de Belgische stad Gent. De in 1961 door kunstenaar Walter De Buck opgerichte galerie Trefpunt werd in 1962 door hem uitgebreid met vzw Trefpunt. Deze vzw was in 1970 verantwoordelijk voor nieuwe evenementen binnen de Gentse Feesten. Eind 2018 werd de vzw opgeheven, maar de activiteiten zijn overgenomen door de in 2017 opgerichte vzw Trefpunt Festival.
Tevens worden een café en concertzaal geëxploiteerd. Trefpunt organiseert concerten, debatten, tentoonstellingen doorheen het jaar.

## Geschiedenis
In 1961 begon Walter De Buck aan Bij Sint-Jacobs de galerie Trefpunt, een ontmoetingsplaats voor kunstenaars en een organisatie voor promotie en verspreiding van de kunst. Een jaar later richtte hij met enkele vrienden de vzw Trefpunt op. Een van de mede-oprichters was Luc Daels, professor geografie en tevens schilder.
Guido De Leeuw was van 1985 tot 2019 algemeen coördinator van de vzw Trefpunt. Eind 2018 werd de vzw opgeheven en ging men verder met de vzw Trefpunt Festival.

### Gentse Feesten
In 1970 kreeg De Buck met zijn vzw toestemming om op het plein Bij Sint-Jacobs optredens te organiseren als onderdeel van de Gentse Feesten. Het begon met een podium voor café Trefpunt, met een terras met bar en een eetkraam met pannenkoeken en rijstpap. Walter De Buck, Wannes Van de Velde en bluesmuzikant Roland stonden mee op de affiche. Naast muziek waren er overdag ook workshops en optredens voor kinderen en hun ouders en ’s nachts was er een filmvertoning.
Aanvankelijk speelde alles zich af in de omgeving van de Sint-Jacobskerk, maar de aanpak van het Trefpunt bleek zo succesvol dat het aantal bezoekers een jaar later al tien keer zo hoog was. Dankzij dit succes groeiden de Gentse Feesten in de jaren 70 wederom uit tot een groot volksfeest dat elk jaar gedurende tien dagen in juli de Gentse binnenstad overheerst.
Tot 2005 was het een jarenlange traditie dat Raymond van het Groenewoud met een marathonoptreden de Gentse Feesten afsloot op het Trefpuntpodium. In 2022 deed hij dat als 72-jarige opnieuw, met een optreden tot 8 uur 's morgens.
In het Baudelopark organiseert Trefpunt tijdens de Gentse feesten tevens het muziekconcours Jonge Wolven voor nieuw talent. Winnaars uit het verleden waren onder andere Amatorski, Sarah Ferri, Kolonel Djafaar, Tiny Legs Tim en Kleinpunk.

### Walter De Buckplein
Sinds 1970 is Trefpunt de podiumorganisator op wat sindsdien als het moederplein van de Gentse Feesten wordt beschouwd, het plein Bij Sint-Jacobs. De stad Gent hernoemde als eerbetoon dit deel van het plein na De Bucks overlijden in 2014 tot het Walter De Buckplein. In 2019 vierde Trefpunt de 50e editie van de Gentse Feesten met een tentoonstelling in de Triodos Bank.

### Affiches
De Gentse Feesten brengen elke editie affiches uit om het evenement onder de aandacht te brengen. Trefpunt laat desondanks ook eigen affiches drukken voor de eigen activiteiten tijdens de Feesten. In 2011 toonde de affiche een omgekeerde Sint-Jacobsschelp, waarmee de ontwerpers wilden uitleggen dat de Gentse Feesten als een vorm van bedevaart gezien worden. In 2024 bestond het affiche uit een drieluik ontworpen door de Iraanse Fatemeh Khezri.

Trefpunt beschouwt het uitgeven van aparte affiches als een daad van 'zachte rebellie'.

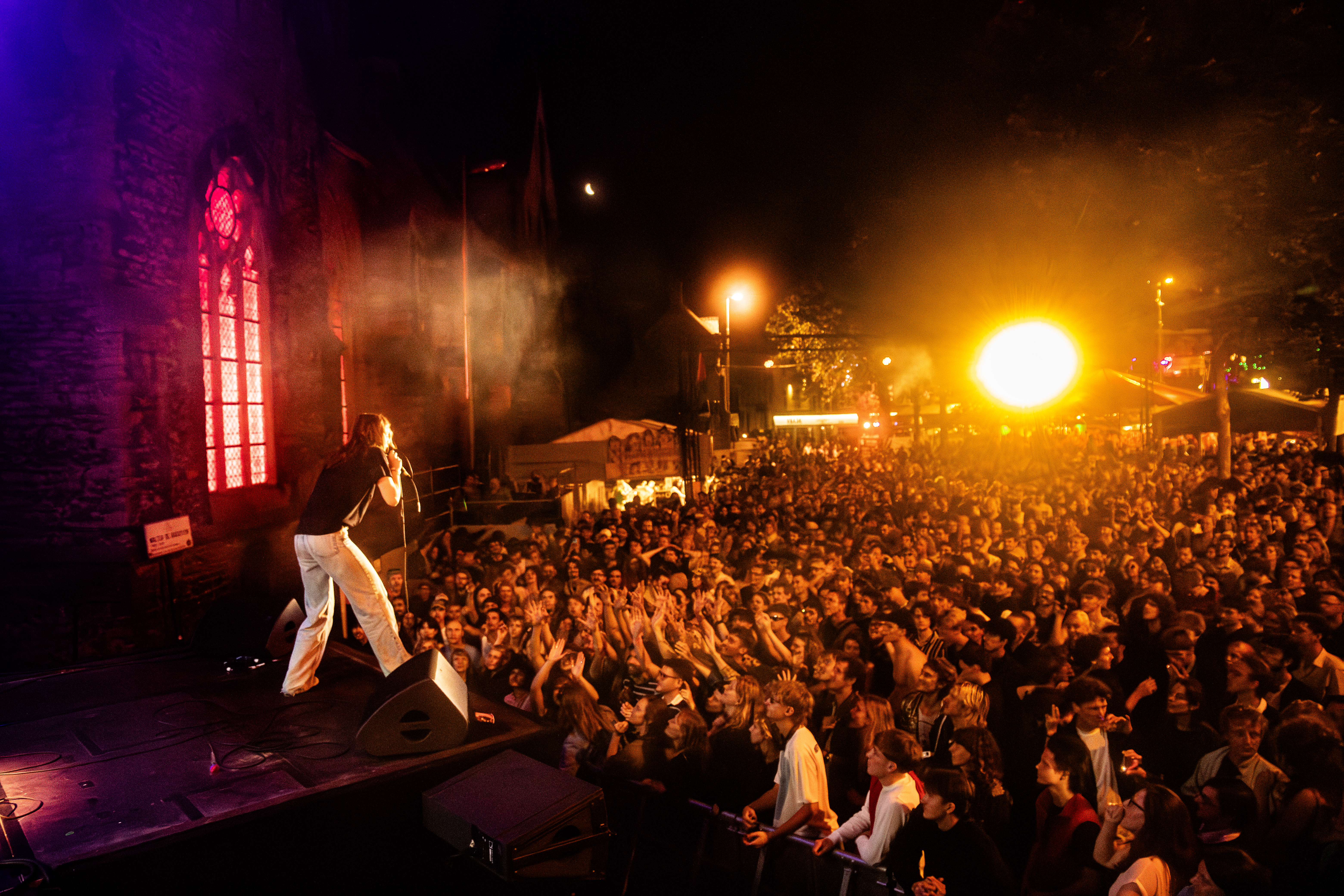
Optreden Maria Iskariot op hoofdpodium Gentse Feesten 2024

## Concertzaal en café

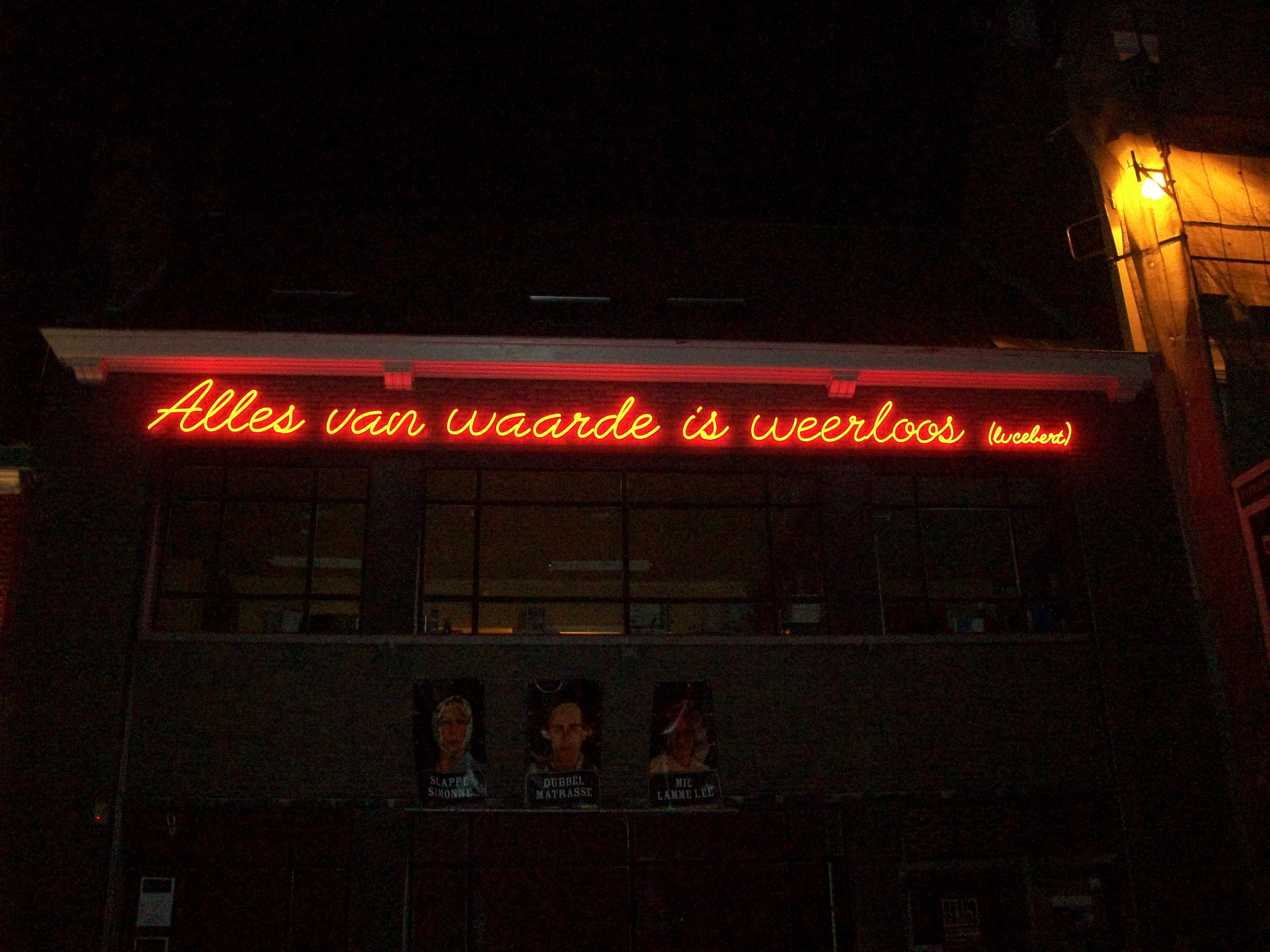
Trefpunt Concertzaal met citaat van Lucebert, uit het gedicht "De zeer oude zingt"

Op het Walter De Buckplein heeft de organisatie het Trefpunt Café en daarnaast de Trefpunt Concertzaal, met een capaciteit van 100 personen. De concertzaal is gekend voor de leuze op de gevel "Alles van waarde is weerloos", een citaat uit een gedicht van Lucebert.

## Boek
- 40 jaar Gentse Feesten: Trefpunt (2010)[20][21]

## Galerij

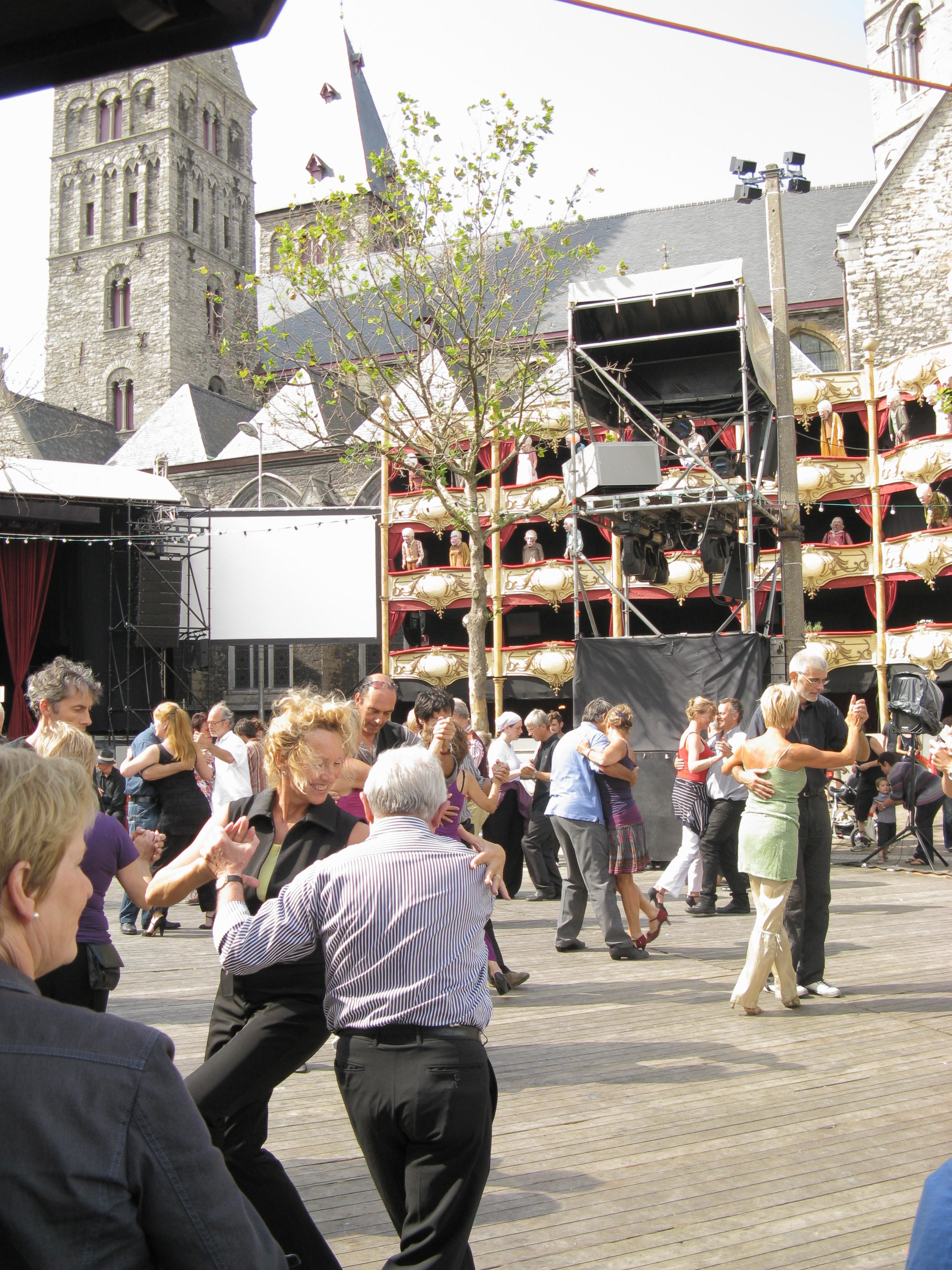
Tangodansen Bij Sint-Jacobs, GF 2010
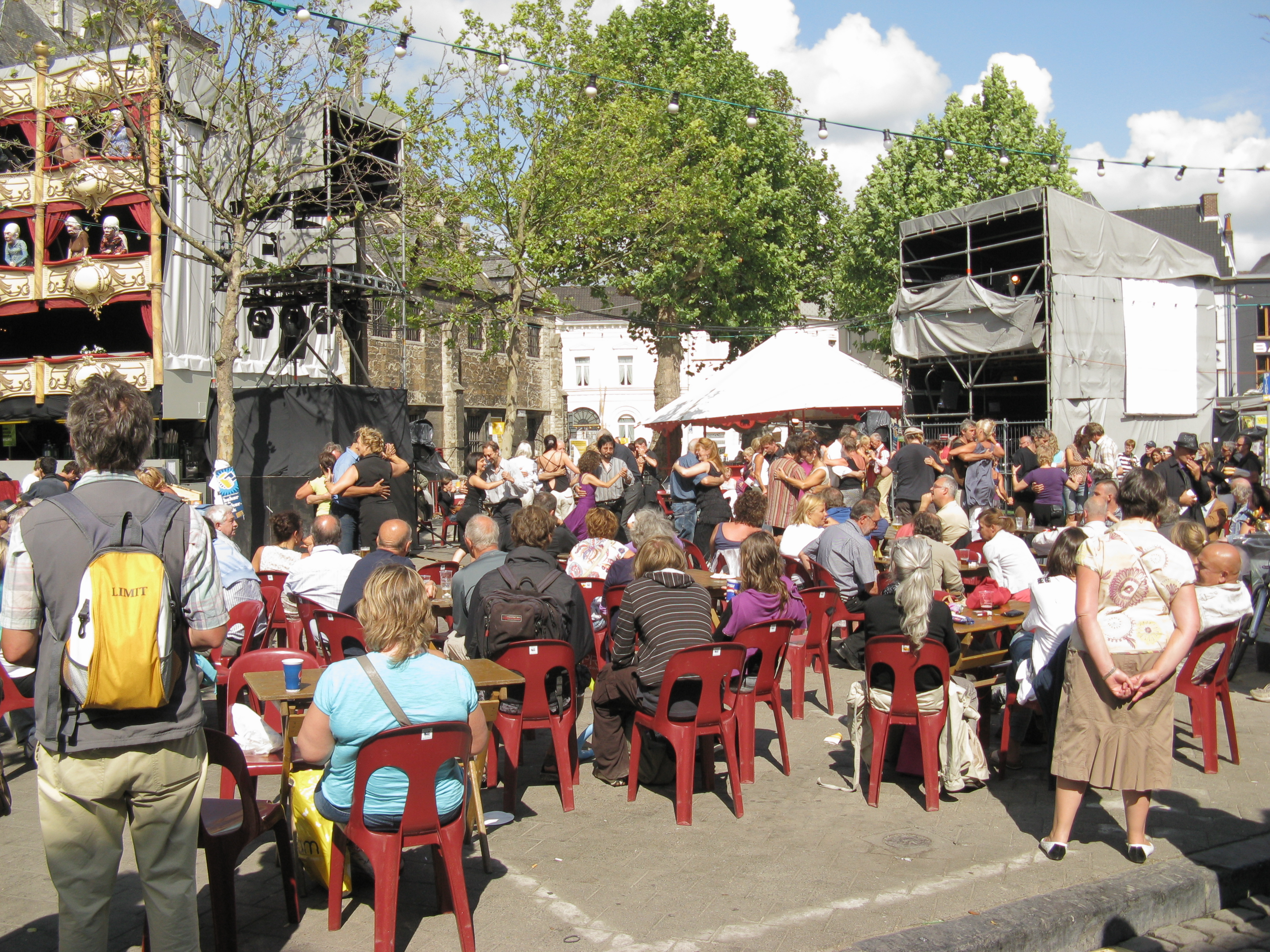
idem